# Урбан, Адольф Адольфович
Адольф Адольфович Урбан (6 августа 1933, Индрская волость — 6 февраля 1989, Ленинград) — русский советский критик и литературовед. Заслуженный работник культуры РСФСР (1985).

## Биография
Родился 6 августа 1933 года в Латвии. Его родители были польских кровей и католического вероисповедания, вели хуторское хозяйство. В семье говорили по-русски.
В годы Великой Отечественной войны оказался на оккупированной территории, едва не погиб.
Учился в сельской школе волостного центра Индра, большое влияние на него оказала учительница русского языка и литературы З. В. Попова.
С 1947 года жил с родителями в Риге.
В 1950 году уехал в Ленинград на учёбу и в 1955 году окончил филологический факультет Ленинградского государственного педагогического института им. А. И. Герцена (ЛГПИ). Отслужив срочную службу в советской армии, продолжил обучение в аспирантуре ЛГПИ, занимался изучением творчества Д. И. Писарева. Защищать диссертацию не стал.
С 1960 года работал старшим редактором отдела критики журнала «Звезда».
В своих литературно-критических статьях разбирал современную ему советскую поэзию, сочетая концептуальность с пристальным анализом художественности. 
Автор предисловий и комментария к книге «Стихотворения и поэмы» Н. Н. Асеева (1967).
Внимательно следил за творчеством Андрея Вознесенского, к которому обратился с открытым письмом «Кризис остроты», тот ответил отповедью «Структура гармонии». Диалог их, нервически-вежливый, был опубликован в «Вопросах литературы» за 1973 год.
Погиб в результате несчастного случая 6 февраля 1989 года. Похоронен на Комаровском кладбище.

## Оценки современников
Вы — один из интереснейших наших критиков, опытный дегустатор стиха, своеобразный, думающий и, что самое главное, честный аналитик; мне лестно, что моя работа дает Вам повод для размышлений. — Андрей Вознесенский «Структура гармонии». Ответ критику Адольфу Урбану